# Caryll Houselander
Caryll Houselander (29 de setembro de 1901 - 12 de outubro de 1954) foi uma artista eclesiástica leiga católica romano, mística, escritora religiosa popular e poeta.

## Vida pregressa
Nascida em Bath, Inglaterra, Houselander foi a segunda de duas filhas de Wilmott e Gertrude Provis Houselander.
Vários autores, incluindo Maisie Ward em sua biografia de 1962, Caryll Houselander: That Divine Eccentric, incorretamente afirmam que Houselander nasceu em 29 de outubro de 1901 quando, de fato, ela nasceu em 29 de setembro de 1901, de acordo com sua certidão de nascimento (citada em Andrew Cook, Ace of Spies: The True Story of Sidney Reilly, rev. Ed., 2004, p. 319, n. 27) e sua observação em A Rocking Horse Catholic (citado abaixo, p. 41) de que ela recebeu o nome de crisma "de Miguel, a partir do Arcanjo em cujo dia da festa eu nasci".
Quando Houselander tinha seis anos, sua mãe se converteu ao catolicismo romano, e ela também foi batizada. Logo após seu nono aniversário, seus pais se separaram e sua mãe abriu uma pensão para sustentar a família. Houselander foi enviada a um convento onde relatou sua primeira experiência mística. Um dia, ela entrou em uma sala e viu uma freira da Baviera sentada sozinha, chorando e polindo sapatos. Nessa época, havia muito sentimento anti-alemão devido à Primeira Guerra Mundial . Enquanto olhava, viu a cabeça da freira pressionada por uma coroa de espinhos, o que ela interpretaria como o sofrimento de Cristo na mulher.
Na adolescência, ela voltou para casa para ajudar a mãe na administração da pensão. Gertrude havia permitido que um padre ficasse, e isso se tornou uma fonte de escândalo ao ponto de Houselander e sua mãe serem excluídas pela comunidade. Isso pode ter influenciado em parte sua decisão de deixar a Igreja Católica na adolescência e pode ter contribuído para uma sensação de isolamento que ela sentiria às vezes. Esse último problema se refletia em ataques de pânico ao entrar em salas e encontrar estranhos, tanto que ela era considerada neurótica.
Uma noite, em julho de 1918, Houselander foi enviada por sua mãe em uma missão. No caminho para o vendedor ambulante, ela olhou para cima e viu o que mais tarde descreveu como um enorme ícone de estilo russo espalhado pelo céu. O ícone era de Cristo crucificado, erguido e olhando para baixo, meditando sobre o mundo. Pouco depois, ela leu em um jornal um artigo sobre o assassinato do czar russo Nicolau II. Ela disse que o rosto que viu na fotografia do jornal era o rosto em sua visão do Cristo crucificado.
Uma terceira visão ocorreu quando ela estava em um trem subterrâneo ocupado. De repente, viu Cristo vivendo e se regozijando, sofrendo e morrendo, em todos e cada um dos passageiros. Quando ela saiu do trem, a experiência mística continuou por vários dias, durante os quais ela se convenceu de que a unidade da vida em Cristo era a única solução para a solidão e a condição humana.
Outra experiência envolveu um de seus médicos, que havia morrido, mas apareceu e sentou-se ao lado dela em um ônibus, após o que conversaram.

## Vida e obra posteriores
As três experiências místicas que ela alegou ter experimentado convenceram-na de que Cristo deve ser encontrado em todas as pessoas, mesmo naquelas que o mundo evitava, porque não estavam em conformidade com certos padrões de piedade. Ela escreveria que se as pessoas procurassem Cristo apenas nos "santos", não o encontrariam. Ela mesma fumava, bebia e tinha uma língua afiada.
Houselander retornou à Igreja Católica em 1925, mas sua leitura espiritual foi fundada quase inteiramente nos Evangelhos, em vez de nos escritos dos Pais da Igreja ou em documentos oficiais da Igreja. Ela conheceu e se apaixonou por Sidney Reilly, famoso espião e modelo do James Bond de Ian Fleming, mas ele a deixou de coração partido quando se casou com outra mulher. Ela nunca se casaria.
Houselander foi uma escritora prolífico e contribuiu com muitas peças para revistas religiosas, como o Mensageiro do Sagrado Coração e O Mensageiro das Crianças. Seu primeiro livro, This War is the Passion, foi publicado em 1941 e nele colocou o sofrimento do indivíduo e seu significado no Corpo místico de Cristo. Por um tempo, ela se tornou a editora mais vendida da editora Sheed &amp; Ward, recebendo elogios de pessoas como Ronald Knox: 
 "ela parecia ver tudo pela primeira vez, e a mais seca das considerações doutrinárias brilhava como uma imagem restaurada quando ela terminava. E sua escrita era sempre natural; ela parecia não ter dificuldade em obter a palavra certa; não, não apenas a palavra certa, a palavra reveladora, que o deixa ofegante." 
 Durante a Segunda Guerra Mundial, os médicos começaram a enviar pacientes a Houselander para aconselhamento e terapia. Mesmo com a falta de educação formal nessa área, ela parecia ter uma empatia natural pelas pessoas em angústia mental e o talento para ajudá-las a reconstruir seu mundo. Certa vez, um visitante a encontrou sozinha no chão, aparentemente com muita dor, que ela atribuiu à sua disposição de assumir uma grande provação e tentação que esmagava outra pessoa. Um psiquiatra, Eric Strauss, mais tarde presidente da Sociedade Britânica de Psicologia, disse sobre Houselander: "ela os amava de volta à vida ... era uma divina excêntrica".
Houselander intitulou sua autobiografia A Rocking-Horse Catholic para se diferenciar dos chamados "católicos do berço". Ela morreu de câncer de mama em 1954, aos 53 anos.

## Citações
É mais provável que o amor brote da necessidade de outra pessoa por nós, e o fato de nos gastarmos com outra pessoa sempre gera nova vida em nós. Dar vida é o propósito do amor, e amamos principalmente aquelas pessoas cujas necessidades despertam uma resposta em nós que nos inunda de energia criativa, fazendo com que produzamos novos brotos verdes da vida.
Cristo está entre nós. Seu coração como uma rosa se expandindo dentro de nós. . .
A vontade de Deus para você é servi-lo, à sua maneira, como Ele escolhe agora. É apenas uma falta de humildade pensar em vocações extremas, como ser freira ou enfermeira, enquanto você tenta ignorar sua vocação óbvia atual. . . Hoje você tem que usar o que tem hoje e não olhar para além dela.
Vivemos a vida com forças sombrias dentro de nós e ao nosso redor, assombradas pelos fantasmas de terrores e constrangimentos repudiados, assaltados por demônios, mas também somos continuamente guiados por mãos invisíveis; nossa escuridão é iluminada por muitas pequenas chamas, das luzes da noite às estrelas. Aqueles que têm medo de olhar para o próprio coração não sabem nada da luz que brilha nas trevas.
Somente a oração pode nos ensinar a nos concentrar novamente, pode nos levar à confiança absoluta em Deus e preparar nossa mente para outras coisas essenciais. . . para a contemplação (não mera observação) da beleza.
Parece uma lei da natureza decaída que a vida sempre deve existir através das trevas, e isso nos torna ainda mais conscientes de sua beleza. O amanhecer é mais bonito porque vem depois da noite, a primavera porque segue o inverno.
Entregar tudo o que somos, como somos, ao espírito de amor, a fim de que nossas vidas possam levar Cristo ao mundo - é isso que deve nos ser pedido.
O começo da felicidade humana, e até da sanidade humana, é começar a conhecer a Deus. . . A bondade atrai a alma humana assim como a maré é atraída pela luz.
Levante os olhos e veja a estrela!
O essencial para a santidade é a capacidade de amar.
A única coisa que ela [Maria] fez e faz é a única coisa que todos nós temos que fazer, ou seja, levar Cristo ao mundo.

## Traduções em português
- Maria, a Flauta de Deus, tradução de The Reed of God, publicado pela Editora Mensageiros dos Freis Carmelitas mensageiros (2024). Tradução de Pablo Monteiro.

## Trabalhos selecionados
Livros pela Sheed & Ward:
- This War is the Passion (1941); republicado por  Ave Maria Press (2008)
- The Reed of God (1944); republicado por Ave Maria Press (2008)
- The Splendor of the Rosary por Maisie Ward, oraçõesporCaryll Houselander (1945)
  - Orações de Houselander reimpressas em The Essential Rosary, publicado pelo Sophia Institute Press (1996)
- The Flowering Tree (1945)
- The Dry Wood (1947)
- The Passion of the Infant Christ (1949); republicado como Wood of the Cradle, Wood of the Cross: The Little Way of the Infant Jesus por Sophia Institute Press (1995)
  - The Passion of the Infant Christ, edição crítica editada por Kerry Walters (Eugene, OR: Cascade Books, 2017)
- Guilt (1952)
- The Comforting of Christ (1954)
- A Rocking-Horse Catholic (1955); republicado por Aeterna Press (2015)
- The Stations of the Cross (1955), ilustrado com catorze gravuras em madeira por Houselander
  - The Way of the Cross, edição reintitulada e revisada (mudanças de idioma inclusivas e uso de uma tradução bíblica diferente para citações das escrituras) publicada por Liguori Publications (2002)
- Inside the Ark (1956)
- Terrible Farmer Timson and Other Stories (1957); republished as Catholic Tales for Boys and Girls by Sophia Institute Press (2002)
- The Risen Christ (1959); republicado por Scepter Publications (2007)
- The Letters of Caryll Houselander: Her Spiritual Legacy (1965), editado por Maisie Ward